# Sheela-Na-Gig
«Sheela-Na-Gig» es una canción de la cantante y compositora inglesa PJ Harvey, publicada en febrero de 1992 como el segundo y último sencillo de su álbum debut, Dry, siendo lanzado por el sello discográfico independiente Too Pure. La canción fue el primer tema de Harvey en entrar en las listas de sencillos de Reino Unido y Estados Unidos, llegando al puesto 69 en las islas británicas y a número 9 del Billboard Alternative Songs en Norteamérica.
El título de la canción hace referencia a las estatuas del mismo nombre, y contó con un vídeo musical dirigido por María Mochnacz.

## Historia

### Temática
Considerado de temática feminista, el tema fue escrito en 1990 por Harvey, cuyo nombre es una referencia a las estatuas Sheela na Gig, cuyas figuras representan a mujeres con una vulva exageradamente grande y que se encuentran repartidas por Gran Bretaña e Irlanda. La letra hace varias alusiones a las estatuas en con frases como «mira, son mis caderas portadoras de niños», «exhibicionista» y «pon dinero en tu agujero». También habla de «imperiosas demandas masculinas y odio hacia las mujeres». El personaje masculino expuesto en la letra no está interesado en la mujer debido a su exhibicionismo, ya que él no quiere ser «sucio». La frase «dirty pillows» (almohadas sucias) es una referencia a Carrie, la primera novela publicada del escritor estadounidense Stephen King, en la que Margaret White, madre de Carrie, utiliza el término para describir los senos; mientras que la frase repetida «I'm gonna wash that man right outa my hair» es el título de una canción del musical de 1949, South Pacific.

### Composición y grabación
Musicalmente, la canción fue compuesta en afinación estándar. Un capo está presente en el primer traste de la guitarra de Harvey en todas las versiones del tema. La apertura consiste en cuatro notas que se tocan alternativamente. El verso y el coro presentan los mismos dos acordes (Mi-Sol), simplificando la estructura. El cambio de esta se produce en la frase «put money in your idle hole», cuando los acordes cambian (La5-Fa#5-La5-Si5). El uso de power chords (acordes de potencia) fue consistente con la escena de rock alternativo de la década de 1990 cuando otras bandas, como Nirvana, eran conocidas por el uso de tales acordes.
La versión del álbum, producida por Rob Ellis, fue grabada entre noviembre y diciembre de 1991 en los Estudios Icehouse en Yeovil, la localidad natal de Harvey; el mismo estudio de grabación ya había sido utilizado por ella junto Jay Diggins y John Parish mientras formó parte de la banda Automatic Dlamini. Harvey tocó las guitarras, Ellis la batería junto con las voces de acompañamiento y Steve Vaughan el bajo. Una versión demo fue incluida en la edición especial del álbum mientras que otra fue grabada para John Peel en la BBC Radio 1 y dirigida por Mike Robinson junto a James Birwistle, la que fue incluida en el álbum compilatorio de Harvey, The Peel Sessions 1991 - 2004, publicado en 2006.

## Publicación
Lanzado en febrero de 1992, cuatro meses antes de la aparición de Dry, Too Pure Records editó tres versiones del sencillo: CD y vinilo de 7" y 12". Tanto el sencillo en CD como el vinilo de 12" trajeron consigo otros dos temas de Dry, «Hair» y «Joe», en tanto que la edición en 7" omitió «Hair» y solo fueron prensadas 400 copias de este. La portada y el diseño del sencillo estuvieron a cargo de María Mochnacz y Foothold. La canción fue la primera en la carrera de Harvey en entrar en las listas de sencillos tanto de Estados Unidos como en el Reino Unido; en Norteamérica alanzó el puesto 9 en el Billboard Alternative Songs; mientras que en su país llegó al número 69 de la lista de sencillos del Reino Unido.

## Recepción de la crítica
«Sheela-Na-Gig», al igual que Dry, recibió una respuesta muy favorable por parte de medios especializados: Z Mgazine se refirió a la canción como «electrizante» y que «construye un avance sexual sarcástico y agresivo». La crítica de Entertainment Weekly fue que «redime el inquietante tema [de Harvey] con voces catárticas».  Otra reseña positiva provino del sitio AllMusic, describiendo la estructura de la canción como «sobresaliente, pasando de un verso susurrado tensamente a un potente estribillo». El contenido lírico de la canción también fue elogiado, describiéndolo «como  sorprendente: bajo la apariencia de un símbolo de fertilidad celta, Harvey relata que presenta su desnudez a un potencial amante solo para terminar siendo rechazada de una manera brutalmente cruel». En el número de septiembre de 1999 de Spin, apareció en el número dos de la lista de los mejores 20 sencillos de la década de 1990.

## Vídeo musical
El videoclip de la canción fue dirigido María Mochnacz y T. Farthling a principios de 1992. El vídeo parte con imágenes de un bolso y zapatos de mujer que giran en un marco naranja brillante, las que se repiten dos veces a lo largo del clip; una vez durante el medio, y otra vez hacia el final. La siguiente escena usa imágenes religiosas con una estatua de Jesucristo. Las imágenes tomadas en abstracto de Harvey y su banda interpretando la canción en vivo también son usadas en gran parte del video; una parte se graba en color y la otra en blanco y negro. También se muestran otras imágenes de primeros planos y la vulva de Sheela-na-gig.

## Lista de canciones
| Sencillo en CD y vinilo de 12" 1. «Sheela-Na-Gig» - 3:13 (PJ Harvey) 2. «Hair» - 3:38 (PJ Harvey) 3. «Joe» - 3:19 (PJ Harvey, Rob Ellis) | Vinilo de 7" Lado A 1. «Sheela-Na-Gig» - 3:13 Lado B 1. «Joe» - 3:19 |

## Posicionamiento en las listas
| País           | Lista (1992)                | Máxima posición |
| -------------- | --------------------------- | --------------- |
| Estados Unidos | Billboard Alternative Songs | 9               |
| Reino Unido    | UK Singles Chart            | 69              |

## Créditos
Todos los créditos se han adaptado a partir de las notas de Dry.
| Músicos - PJ Harvey - voz, guitarra, producción - Stephen Vaughan - bajo - Rob Ellis - batería, voces de acompañamiento, producción Personal Técnico - PJ Harvey - producción, grabación - Rob Ellis - producción, ingeniero de sonido - Head - ingeniero de sonido | Diseño - Maria Mochnacz - diseño, arte del disco - Foothold - diseño, arte del disco |